# Nicholas Nixon
Pour les articles homonymes, voir Nixon.
Nicholas Nixon, né le 27 octobre 1947 à Détroit (Michigan), est un photographe documentaire américain.

## Biographie
Après des études de lettres à l'Université du Michigan et un Mémoire de master portant sur Ulysse de James Joyce, il obtient une maîtrise en photographie à l'Université du Nouveau-Mexique en 1974.
Il commence sa carrière de photographe dans les années 70 avec des vues de la ville de Boston où il vit.
Il participe à l’exposition New Topographics en 1975.
Ses clichés ont été exposés au Museum of Modern Art en 1976, 1988 et 2014 ainsi qu'à la National Gallery of Art, entre autres.
L’une de ses œuvres les plus connues est sa série Brown Sisters, portraits réalisés chaque année depuis 1975 de Bebe son épouse et ses trois sœurs.
Il enseigne au Massachusetts College of Art and Design de 1975 à 2018.
En 2021, la Galerie du Château d'eau présente la première rétrospective qui lui est consacrée en France.
Il réalise des photographies en noir et blanc avec une chambre grand format (8x10) sur les thèmes du corps, de la vieillesse, de l'enfance, de la maladie, des détails de son environnement quotidien en utilisant le procédé du close-up, cadrage intime très rapproché.

## Publications
- Photographs From One Year (1983)
- Pictures of People (1988)
- People With AIDS (with Bebe Nixon) (1991)
- School (1998)
- The Brown Sisters (2002)
- Nicholas Nixon Photographs (2003)
- Home (2005)
- Live Love Look Last (2009)
- Close Far (2013)
- Forty Portraits in Forty Years (2014)
- Une infime distance, Paris, Atelier EXB / Château d’Eau, 2021, 156 p. (ISBN 978-2365112956)

## Expositions
Liste non exhaustive
- 15 septembre - 13 novembre 1988 : Nicholas Nixon : Pictures of People, Museum of Modern Art (MoMA), New York[4].
- 21 février - 10 mai 2015 : Les soeurs Brown. Photographies de Nicolas Nixon, Musée du Temps, Besançon[5].
- 3 novembre 2021 – 16 janvier 2022 : Une infime distance, Galerie du Château d'eau, Toulouse[6],[7].